# Kaoru (músico)
Kaoru (薫) (Hyogo - 17 de fevereiro de 1974) é um guitarrista japonês, mais conhecido por ser guitarrista da banda japonesa Dir en Grey desde 1997. O músico usa modelos de guitarras da ESP Japan.

## Carreira
Em 1997, formou a banda Dir en grey junto com Kyo, Die, Toshiya e Shinya após o fim da banda La:Sadie's. Kaoru cita como sua maior influência o guitarrista hide do X Japan.

## Vida pessoal
Kaoru sofre de disfunção das mãos e paralisia nervosa.

## Discografia

### Com Dir en Grey[6]
Álbuns
- GAUZE (1999)
- MACABRE (2000)
- KISOU (2002)
- VULGAR (2003)
- Withering to death (2005)
- The Marrow of a Bone (2007)
- Uroboros (2008)
- Dum Spiro Spero (2011)
- Arche (2014)
- The Insulated World (2018)

EPs
- MISSA (1997)
- six Ugly (2002)
- The Unraveling (2013)